# 阿圭多角

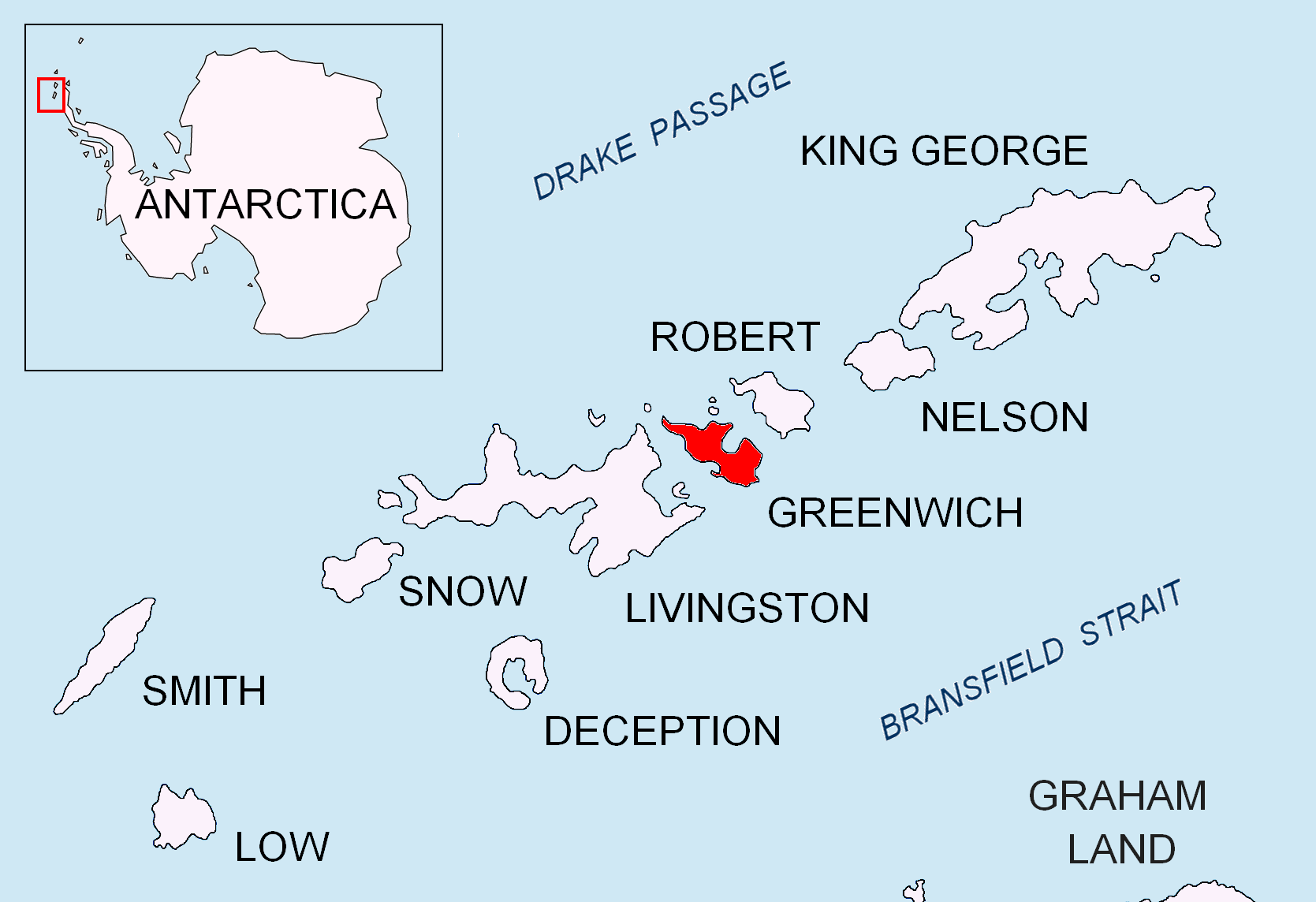

阿圭多角是南極洲的海岬，位於南設得蘭群島的格林尼治島北端，是瓜亞基爾灣入口處的西面，處於斯帕克角以西3.2公里、普利茅斯山東北面2.72公里和阿普里洛夫角東北面5.6公里。

## 外部連結
- SCAR Composite Antarctic Gazetteer（页面存档备份，存于）.

62°26′28″S 59°47′23″W / 62.44111°S 59.78972°W